# Национальный авангард
Национальный авангард (итал. Avanguardia Nazionale) — итальянская неофашистская национал-революционная организация. Ударная структура ультраправых Италии 1960-х годов. Активно участвовал в политической борьбе Свинцовых семидесятых. Заложил идеологические и организационные основы радикального неофашизма. Основатель и лидер — Стефано Делле Кьяйе.

## Основание
Восстановление организационно-политических структур итальянского фашизма началось в 1946 году в рамках партии Итальянское социальное движение (ИСД). Уже в 1948 ИСД участвовала в парламентских выборах. Однако в партии быстро возникли разногласия между законопослушными крайне правыми консерваторами и радикальными неофашистами, ориентированными на тактику прямого действия.
В 1956 году группа молодых активистов во главе с 19-летним Стефано Делле Кьяйе вышла из «умеренной» ИСД. Делле Кьяйе и его соратники примкнули к группе Пино Раути. Они с самого начала ориентировались на активные уличные методы противостояния влиятельной тогда в Италии компартии, левым силам и государственному аппарату.

Мы настроены решительно. Перед выступлением наши люди готовятся морально, чтобы ломать кости даже тем, кто падает на колени.

Листовка Национального авангарда

Первоначальной структурой иллегального неофашизма стали «Революционные вооруженные группы» (GAR) и «Центр изучения Нового порядка» (CSON). В 1959 году GAR переименовались в Avanguardia Nazionale Giovanile — «Национальный авангард молодёжи». Основной деятельностью организации являлись физические атаки и массовые драки с молодыми коммунистами и членами левых студенческих организаций.
Летом 1960 года «Национальный авангард молодёжи» преобразовался в Национальный авангард — Avanguardia Nazionale (AN). Организация характеризовалась как «дубинка чёрного экстремизма», отмечалась жёсткая иерархия, активная решительность, строжайшая дисциплина военизированного типа.

## Идеи и действия
Главным направлением деятельности AN были нападения на коммунистов и массовые уличные драки. Большой резонанс вызвали события 25 апреля 1964 года, когда боевики-авангардисты атаковали римский Дом студента. Активность AN привлекла внимание крупных неофашистских политиков, включая ультраправых военных. Делле Кьяйе и его организация рассматривались как важные союзники, способные организовать уличную силовую поддержку. Предполагается, что Национальный авангард учитывался как фактор в системе «Гладио» и взаимодействовал с Aginter Press.
В то же время полиция и прокуратура всерьёз занялись AN — были начаты расследования эпизодов насилия, произошёл ряд задержаний и обысков. В организации было принято решение о конспиративной деятельности и негласном членстве.
Идеология Национального авангарда не оставляла сомнений в своём неофашистском характере. Исповедовался крайний национализм и национал-синдикализм, антикоммунизм, антилиберализм. Важным отличием AN от других крайне правых организаций была демонстративная революционность, на эстетическом уровне напоминавшая ультралевых.
Особое место в окружении Делле Кьяйе занимал идеолог Марио Мерлино. Он курировал связи с ультралевыми группировками, прежде всего анархистами. Мерлино, ставший впоследствии дипломированным философом и историком, разработал концепцию анархо-фашизма, которая легла в основу идеологии AN.
В 1966 члены AN приняли активное участие в конфликтах между сталинистами и маоистами (на стороне последних). При этом использовались методы «чёрного пиара»: плакатные нападки на маоистов, разжигавшие противостояние, осуществлялись от имени сталинистских группировок.

## Кульминация активности
Этапным рубежом в истории Национального авангарда стала «Битва в Валле-Джулии» 1 марта 1968 года. Боевики AN явились ударной силой студенческих протестов (наряду с организациями FUAN и «Каравелла»). Стефано Делле Кьяйе возглавил атаку на полицейскую цепь.

Все утро шли столкновения. Впервые случилось так, что студенты — а их было около двух тысяч человек — выстояли перед натиском полиции и даже неоднократно обращали их в бегство. Спустя пару недель один левый журнал опубликовал плакат со знаковым фото того утра. Мы были в первом ряду, прямо напротив полицейских джипов. Почти все — неофашисты, против отряда военизированной полиции

Марио Мерлино

16 марта 1968 года боевики AN сошлись в драке с коммунистами на Университетской площади Рима.

Нас тринадцать человек на главной площади университета. Через несколько мгновений толпа взорвётся криками «Убийцы!» Приближаются две тысячи коммунистов. Многие из нас разумно предпочитают скрыться, броситься врассыпную по улочкам. Но слышится чей-то голос: «Я не хочу убегать!» И мы стоим плечом к плечу, с палками в руках. Бурлящая кровь. Усмешка на лице старшего. Скромные наследники прежних поколений, мы соединились с ними в первых рядах. И вот — противники останавливаются, в ужасе пятятся, и в них летят камни.

Марио Мерлино

## Аресты и эмиграция
16 декабря 1969 года Мерлино был арестован вместе с пятью анархистскими боевиками по обвинению в организации серии взрывов в Милане. К уголовной ответственности был привлечён и Делле Кьяйе. Мерлино несколько лет провёл в тюрьме, но был в конечном счёте оправдан.
Делле Кьяйе примкнул к заговору Боргезе. В ночь на 7 декабря 1970 года он руководил отрядами боевиков AN, готовыми к выступлению. Приказа Боргезе не последовало, и Делле Кьяйе эмигрировал в Испанию. Лидер Национального авангарда участвовал в испанском столкновении на Монтехурре 9 мая 1976 года. Делле Кьяйе выступал как один из ведущих руководителей западноевропейского ультраправого интернационала, организатор многочисленных силовых акций против компартий и советских представительств.
Затем Делле Кьяйе перебрался в Латинскую Америку. Он принимал активное участие в операции «Кондор», участвовал на стороне антикоммунистической УНИТА в ангольской гражданской войне, организовывал взаимодействие между аргентинскими спецслужбами и никарагуанскими контрас. Взгляды Делле Кьяйе и черты идеологии Национального авангарда отразились в практике боливийского гарсиамесизма.

## Восстание и запрет
После ареста Мерлино и эмиграции Делле Кьяйе лидерство в AN осталось за Адриано Тильгером. Он предпринял попытку переформатирования организации соответственно новым условиям. Тем временем в 1975 Делле Кьяйе провёл с Пьерлуиджи Конкутелли переговоры об объединении Национального авангарда с «Новым порядком». Однако согласовать организационные параметры не удалось.
В 1970—1971 активисты AN поддержали движение Чиччо Франко в восстании в Реджо-Калабрия.

Восстание в Реджио-Калабрии оказывается единственным примером открытой борьбы народа, когда целый город встал на баррикады… Уникальное событие в Италии, в котором Национальный Авангард сыграл свою ведущую и решающую роль… В тюрьме мне представилась возможность встретиться с Чиччо Франко, лидером движения «Подонок, кто сдается!» Он должен был абсолютно честно признать, насколько обязан молодым авангардистам.

Марио Мерлино
В северной Италии члены AN продолжали нападения на левых активистов. После взрыва в штаб-квартире соцпартии в Брешиа 4 ноября 1973 Тильгер вынужден был распустить несколько ломбардских групп AN.

Они уже жили в состоянии гражданской войны. После взрыва в Брешиа мы поняли, что ситуация выходит из-под контроля.

Адриано Тильгер— 
5 июня 1976 года в Риме состоялся суд над группой лидеров и активистов AN, обвинённых в восстановлении фашистской партии. Деятельность Национального авангарда была запрещена директивой МВД Италии 8 июня 1976.

## Деятельность после запрета

### Попытки неформального восстановления
Несмотря на государственный запрет, AN фактически оставался субъектом итальянской политики. Идеология и организационные наработки Национального авангарда оказались востребованы радикальными неофашистскими группами, особенно молодёжными. Национальный авангард проявлялся и на межнациональном уровне. В декабре 1978 года член AN Марио Риччи участвовал в убийстве руководящего активиста ЭТА Хосе Беньярана (месть ультраправых за убийство франкистского премьера Луиса Карреро Бланко в 1973).
Во второй половине 1980-х, после оправдания Мерлино и возвращения в Италию Делле Кьяйе, восстановилась — хотя неформально — регулярная деятельность структуры. Наследие AN влияло на политические трансформации ультраправого движения. Наладились связи с крайне правыми партиями, прежде всего Fiamma Tricolore и Социальным национальным фронтом (вторую организацию возглавляет Адриано Тильгер). Проводились встречи и публичные выступления. При этом группа сохранила приверженность идеологии национал-авангардизма (с усилением антикапиталистического мотива), прежнюю дисциплину и верность Делле Кьяйе как Comandante.
Стефано Делле Кьяйе активно занимался праворадикальной агитацией и политической публицистикой. В 2012 году издал книгу L’Aquila e il Condor. Memorie di un militante nero — «Орёл и Кондор. Воспоминания чёрного бойца». В сентябре 2012 книга презентировалась в Козенце. Прибытие в город Делле Кьяйе обернулось уличными столкновениями, в которых три человека получили ранения.
7 января 2017 года активисты исторического AN Винченцо Нардулли и Марчелло Синибалди организовали митинг памяти молодых неофашистов, погибших на Акка Ларентия в 1978. В акции приняли участие около 100 человек. Год спустя, 7 января 2018, ветераны AN и Новой силы (FN) отмечали 40-летие побоища на Акка Ларентия. У Винченцо Нардулли и молодого активиста FN Джулиано Кастельино возник конфликт с двумя фотожурналистами. Репортёры подверглись угрозам расправы и физическому избиению. Через два с половиной месяца После этого Нардулли и Кастельино были арестованы и приговорены к нескольким годам домашнего ареста.
Активизация ветеранов и наследников AN подтолкнула государство к упреждающим мерам. В парламентской комиссии по борьбе с терроризмом состоялись слушания, на которых бывшие авангардисты обвинялись в связях с Ндгранетой и в применении насилия во время восстания в Реджо-Калабрии. Депутаты от Движения пяти звёзд Беппе Грилло и Паоло Бернини подали запрос в МВД.

### Конференция «Социальная солидарность»
С конца 2011 года ветераны Национального авангарда ежегодно проводят конференции Solidarieta Sociale — «Социальная солидарность». Первое такое собрание состоялось в 28 июля 2011 в Субьяко (мероприятие было совмещено с летним лагерем для подростков и юношей). Наряду с ветеранами AN в нём участвовали представители Каса Паунд и Новой силы. Состоялись дебаты по истории Свинцовых семидесятых и средиземноморской геополитике. AN представлял Марио Мерлино. Комментаторы характеризовали Solidarieta sociale как Senato nero — «Чёрный сенат», в котором «мудрые старики от неофашизма объединяют разрозненные праворадикальные силы».
С тех пор конференции «Социальная солидарность» ежегодно проводились в Риме. Даты проведения приурочены к годовщинам создания AN. Главным организатором выступал Стефано Делле Кьяйе. В конференциях неизменно участвовали старые бойцы исторического Национального авангарда — Марио Мерлино, Адриано Тильгер, Винченцо Нардулли (лидер исторического AN в Апулии), Марцелло Синибалди, Клаудио Скарпа (активист из Триеста), Данило Фадини (активист из Брешиа). При этом между ними существовали серьёзные противоречия, которые модерировались исключительно влиянием общепризнанного лидера Делле Кьяйе.
Организационно-коммуникативную основу создало Интернет-издание PuntoZenith, ежемесячно издавался неофашистский журнал Avanguardia. Действовало политико-просветительское общество Comunità Politica di Avanguardia. Идеологические и политические установки Solidarieta sociale воспроизводят позиции AN с учётом изменившихся исторических условий. Комментаторы отмечают, что Делле Кьяйе фактически удалось воссоздание организации. В то же время наиболее авторитетные ветераны AN, прежде всего Марио Мерлино и Адриано Тильгер, регулярно подчёркивали, что Национальный авангард стал достоянием истории. Они откровенно дистанцировались от активистов, пытавшихся осуществить организационное воссоздание AN.
21—22 июня 2014 года ветераны Национального авангарда организовали в Риме конференцию Solidarieta Sociale. Выступали Стефано Делле Кьяйе, Марио Мерлино, Адриано Тильгер, другие ветераны движения. Были прочитаны доклады о битве на Валле-Джулии, восстании в Реджо-Калабрии, заговоре Боргезе (во всех случаях докладчиками были участники событий). Приветствие направил из Аргентины Сандро Саккуччи. Отмечалось присутствие на конференции представителей России и Украины.
Конференции «Социальной солидарности» проводились в Риме также в 2015 и 2016 годах. 25—26 июня 2016 конференция уделила особое внимание гендерной проблематике и системе образования, резко осудив «унификационные модели, стирающие естественные различия». Главным лозунгом Solidarieta Sociale выдвинут: No gender — Riforme sociali! — «Реформы не гендерные, а социальные!»

### Позиция по украинскому конфликту
В августе 2014 Стефано Делле Кьяйе ответил на вопросы СМИ относительно участия активистов «неформального» AN в военных действиях на востоке Украины в составе добровольческого батальона «Азов»:

Что касается батальона «Азов», то часто говорилось о присутствии среди его бойцов итальянцев из крайне правого движения Национальный Авангард, основанного Стефано Делле Кьяйе. Мы прямо спросили Делле Кьяйе, есть ли активисты Национального Авангарда в украинских добровольческих войсках? «Не могу ответить на этот вопрос. Каждый отвечает за свой выбор и свои решения. Скажу только, что бои между русскими и украинскими патриотами абсурдны… Я скорее антипутинист, но ясно, что Европа, о которой мы мечтаем, Европа народов, не может обойтись без России…»

### Раскол и конфликт
10 сентября 2019 в Риме скончался Стефано Делле Кьяйе. Уход из жизни основателя-идеолога и наиболее активного организатора стимулировал раскол в сообществе Solidarieta Sociale. Большинство соратников-вветеранов решительно осудили попытки Винченцо Нардулли заявить о политическом восстановлении AN под традиционной символикой.
В марте 2021 возник острый конфликт вокруг архива Стефано Делле Кьяйе. Права собственности на архив закреплены за вдовой Каролиной Казале. Однако архив, содержащий большой объём материалов о событиях Свинцовых семидесятых, был похищен группой лиц, связанных с находящимся под домашним арестом Нардулли. Похитители задержаны полицией, возбуждено уголовное дело.

## Символика
Эмблемой Национального авангарда является руна Одала. Знак располагается в белом круге на красном или чёрном полотнище.
Гимн Национального авангарда начинается со слов Svegliati Europa — «Пробудись, Европа».